# Mărtinești (gmina)
Mărtinești – gmina w Rumunii, w okręgu Hunedoara. Obejmuje miejscowości Dâncu Mare, Dâncu Mic, Jeledinți, Mărtinești, Tămășasa i Turmaș. W 2011 roku liczyła 956 mieszkańców.